# Ramón Ayerra
Ramón Ayerra Alonso (Segovia, 1 de enero de 1937 - Madrid, 1 de julio de 2010) fue un jurista, escritor y humorista español.

## Biografía
Era hijo de Eustaquio Ayerra Rodríguez, teniente coronel de Artillería, y de Natividad Alonso Sainz. Tras alcanzar la licenciatura en Derecho ingresó en el Estado como funcionario del Cuerpo Técnico Superior de la Administración Civil, y se trasladó al Ministerio de Trabajo en Madrid; para esta entidad publicó, solo o en colaboración con Alejandro Mulas, más de cincuenta recopilaciones legales y comentarios sobre muy diversas ordenanzas laborales, leyes y sentencias de distintos sectores productivos de la sociedad española entre 1974 y 1978. Llegó a ser subdirector general de dicho ministerio. 
Publicó sus primeros textos literarios en El Adelantado de Segovia. Como escritor, después de haberse iniciado en la literatura de viajes y en la poesía, publicó numerosas novelas satíricas y humorísticas y colaboró en diversos diarios y revistas (por ejemplo, en la humorístico-satírica El Cochinillo Feroz, a la que le condujo su amigo Antonio Madrigal, y en la que tuvo la sección "Galería de notables"). Se casó en Segovia el 12 de septiembre de 1968 con la III baronesa de Hermoro, María Angelina de Contreras y López de Ayala, hija del marqués de Lozoya y reputada pintora y galerista, de la que tuvo una hija. Rozó la terna de finalistas del premio Planeta con su novela La tibia luz de la mañana (1979) y fue finalista del mismo con Los terroristas (1981). Hizo amistad con Luis Felipe Vivanco, Juan Benet y Jaime Delgado. Muy alejado sin embargo de los círculos editoriales, a partir de La lucha inútil (1984) sus libros solo aparecen en editoriales de escasa difusión. Murió en 2010 y sus restos fueron incinerados, como él deseaba.

## Literatura
Su narrativa, de sesgo fundamentalmente pesimista (Ayerra solía recordar la cita de Fernando Pessoa: "Sea lo que fuere, mejor no haber nacido") conjuga un lenguaje oral castizo y callejero con una cuidada sintaxis de prosa clásica y una gran sensibilidad lingüística a los matices expresivos, aun siendo ajeno a los remilgos del buen gusto y acercándose a veces al expresionismo y el esperpento por la descripción de las situaciones grotescas en que abunda, siendo algo influida por el tremendismo y el carpetovetonismo de Camilo José Cela, al que aporta sin embargo un vitriólico y superior sentido del humor sobre un similar análisis de la violencia implícita en la España profunda. Su lenguaje es clásico a la vez que oral en su rica y selecta abundancia de refranes, dicharachos, frases hechas y expresiones muy empleadas por calles, campos, escuelas y carreteras. Humorista siempre, solía bromear sobre su lugar de nacimiento en las solapas de sus libros ("En un lugar de Euskadi", "Corleone", "Sachsenhausen"....). 
Su obra maestra puede considerarse Las amables veladas con Cecilia (1978, 2.ª ed. 1982), hilarante recopilación de historias contadas a la enferma que da título al libro y que al final se suicida. En El jardín de las naciones una mesa de conferencias da lugar a una serie de monólogos en que se contraponen distintas cosmovisiones del mundo, vagamente relacionadas con el país a que representa cada personaje. En Los terroristas (1981), el protagonista es un periodista que muere asesinado por un comando de ancianos terroristas celosos de su juventud.

## Obras

### Narrativa
- La España Imperial, Barcelona: Editorial Sedmay, 1977. Reeditado como La España imperial: notas de viaje Barcelona : Laia, 1981
- Las amables veladas con Cecilia. Madrid: Digesa, 1978.
- Los ratones colorados. Pamplona: Ed. Peralta, libros Hiperión, 1979
- Crónica de un suceso lamentable. Barcelona: Laertes, 1980
- La tibia luz de la mañana. Barcelona: Laia, 1980
- Los terroristas. Barcelona: Planeta, 1981
- El jardín de las naciones Madrid: Debate, 1981
- Crónica de Heriberto de Prusia, Abab de Lingen. Texto de Ramón Ayerra; ilustrado con grabados al aguafuerte originales de Joaquín Capa. Madrid: Joaquín Capa, 1981
- Sir Bathimbal va de viaje. Barcelona: Argos Vergara, 1982
- Metropol. Barcelona: Laia, 1982
- Una meditación holandesa. Madrid: Penthalon, 1982
- La lucha inútil. Madrid: Debate, 1984
- Apuntes sobre el maestro: libro homenaje a Agapito Marazuela. Al cuidado de Eugenio Urrialde; colaboran Ramón Ayerra et al. Segovia: Comisión de homenaje de Agapito Marazuela, 1984
- El largo camino  Barcelona: Pirene, 1988
- Los días más aciagos Madrid: Ediciones Libertarias, 1990
- El crimen del Paseo de la Habana Segovia: Caja de Ahorros de Segovia, 1991
- Portugueses Madrid: Libertarias, 1992.
- Plaza Weyler: cuentos Madrid: Huerga y Fierro, 1996
- Un caballero ilustrado: relatos Madrid: Huerga y Fierro, 1998
- Gente ligera de cascos Madrid: Huerga y Fierro, 2000.
- El jardín de los Nielsen. Madrid: Huerga & Fierro, 2003
- El capitán y la gloria: novela Madrid: Huerga y Fierro, 2004
- La vida y la muerte en Oporto, 2008.

### Poesía
- Las pequeñas cuestiones. Carta-prólogo de Luis Felipe Vivanco. Madrid: Cultura Hispánica, 1973.
- Bajo los limoneros, 2009 (lírica).
- La isla encantada, 2010 (lírica).